# Soft updates
Soft updatesとは非同期書き込み中に不意に計算機が止まった場合でもファイルシステムの一貫性を保つための技術である。

## 概要
Soft updates(Soft dependenciesとも言われる)とは、非同期書き込みを行っている際に突然電源切断が起きても、ファイルシステムの一貫性を保つための技術である。ジャーナリングファイルシステムと同様、ファイルシステムの一貫性を保証する技術であり、データの喪失が起きないようにする技術ではない。
ファイルシステムの一貫性を保証するために、Soft updatesではハードディスクへのデータ書き込みの順序に制限を設けている。一言でまとめると、ハードディスクのハードウェア的に可能ないかなるタイミングでそれ以降の書き込みが中断されても、一貫性が保たれるような順序で書き込みを行う、という方式がsoft updatesである。ジャーナリングと異なり、メタデータなどを保存する別の領域を必要としない。
Soft updatesによってファイルシステムのinodeなどのメタデータと実際のデータの一貫性が常に保証されるので、突然の電源切断が起きた場合にもfsckなしにmountすることができる。しかし、実際には未使用なのに使用されているとマークされているページができることがある。これは、Soft updatesでは利用している領域を未使用領域と誤認する状況を避けるようハードディスクへの書き込み制御をするからである。このような誤って使用中と認識された領域を掃除するためにbackground fsckを行う。
問題点として、近年の大容量化したディスクでは、一旦問題が発生するとbackground fsckに長時間が必要となってしまう。FreeBSD 9ではジャーナリングによりこれを解決したJournaled Soft Updatesが導入された。
Soft updatesは最初FreeBSD用にマーシャル・カーク・マキュージック（Marshall Kirk McKusick）が開発したものだったが、他のいくつかのBSDの子孫でも利用可能である。